# Le Plaisir des dames
Pour plus de détails, voir Fiche technique et Distribution.
Le Plaisir des dames (The Statue) est un film britannique réalisé par Rod Amateau, sorti en 1971.

## Synopsis
Le Professeur Alex Bolt reçoit le Prix Nobel pour avoir développé un langage universel appelé Unispeak. Ray Whiteley, un ambassadeur américain qui a des ambitions présidentielles, convainc les États-Unis de financer un projet Unispeak à l'échelle mondiale, en espérant que cela sera bon pour sa réputation. Il nomme à la tête du projet Rhonda, la femme d'Alex, une artiste italienne de renommée mondiale, et lui demande de créer une statue commémorant le succès d'Alex. De retour de voyage, Alex rentre chez lui, et Rhonda lui montre la statue de 6 mètres de haut, qui le représente nu... Mais une certaine partie de la statue ne correspond pas à sa propre anatomie, et sa recherche de celui qui aurait posé comme modèle va provoquer des quiproquos et l'entraîner dans diverses péripéties. Il finira par découvrir que sa femme s'était inspiré du David de Michel-Ange...

## Fiche technique
- Titre original : The Statue
- Titre français : Le Plaisir des dames
- Réalisation : Rod Amateau
  - Réalisation seconde équipe: Maurizio Lucidi
- Scénario : Alec Coppel, Denis Norden, d'après la pièce Chip Chip Chip d'Alec Coppel
- Direction artistique : Bruno Avesani
- Décors : Franco Fumagalli (it)
- Costumes : Orietta Nasalli Rocca
- Photographie : Piero Portalupi (it)
  - Photographie (seconde équipe) : Angelo Felippini, Carlo Lastricati (it)
- Son : David Hawkins, Amelio Verona
- Montage : Ernest Hosler, Fergus McDonell
- Musique : Riz Ortolani
- Production : Anis Nohra
- Production déléguée : Josef Shaftel (en)
- Société de production : Josef Shaftel Productions
- Société de distribution :  Cinerama Releasing Corporation
- Pays d'origine :  Royaume-Uni[1]
- Langue originale : anglais
- Format : couleur (Eastmancolor) — 35 mm — 1,78:1 — son Mono
- Genre : Comédie
- Durée : 84 minutes
- Dates de sortie :
  - États-Unis : 27 janvier 1971
  - France : 14 juin 1973

## Distribution
- David Niven : Alex Bolt
- Virna Lisi : Rhonda Bolt
- Robert Vaughn : Ray Whiteley
- Ann Bell : Pat Demarest
- John Cleese : Harry
- Tim Brooke-Taylor (en) : Hillcrest
- Hugh Burden (en) : Sir Geoffrey
- Erik Chitty (en) : Mouser
- Derek Francis (en) : Sanders
- Susan Travers : Mme Southwick
- Desmond Walter-Ellis : M. Southwick
- David Allister : M. Westbury
- Maureen Lane : Mme Westbury
- David Mills : M. Euston
- Zoe Sallis : Mme Euston

## Chansons du film
- "Skin" : musique de Luis Enriquez Bacalov, lyrics d'Audrey Nohra
- "Charlie" : musique de Riz Ortolani, lyrics de Norman Newell